# Campionato Nazionale 1921-1922
La stagione 1921-1922 è stato il settimo Campionato Nazionale, e ha visto campione l'Eishockeyclub St. Moritz.

## Gruppi

### Serie Est

#### Classifica
| Posizione | Squadra                 | G | V | N | P | GF | GF | DR | Punti | Osservazioni            |
| --------- | ----------------------- | - | - | - | - | -- | -- | -- | ----- | ----------------------- |
| 1.        | St. Moritz              | 2 | 2 | 0 | 0 | 6  | 0  | 6  | 4     | Qualificato alla finale |
| 2.        | Davos                   | 2 | 1 | 0 | 1 | 4  | 4  | 0  | 2     |                         |
| 3.        | Akademischer EHC Zürich | 2 | 0 | 0 | 2 | 2  | 8  | -6 | 0     |                         |

#### Risultati
| Davos 26 dicembre 1921 | Akademischer EHC Zürich | 0 – 4 referto | St. Moritz |  |

| Davos 26 dicembre 1921 | Akademischer EHC Zürich | 2 – 4 referto | Davos |  |

| Davos 26 dicembre 1921 | St. Moritz | 2 – 0 referto | Davos |  |

### Serie Ovest

#### Quarti di finale
| Château-d'Oex 8 gennaio 1922 | Servette | 7 – 1 referto | La Chaux-de-Fonds |  |

| Château-d'Oex 8 gennaio 1922 | Ginevra | 7 – 5 referto | CP Lausanne |  |

#### Semifinali
| Château-d'Oex 8 gennaio 1922 | Château-d'Œx | 8 – 0 referto | Servette |  |

| Château-d'Oex 8 gennaio 1922 | Rosey-Gstaad | 15 – 0 referto | Ginevra |  |

#### Finale
| Château-d'Oex 8 gennaio 1922 | Château-d'Œx | 3 – 1 referto | Rosey-Gstaad |  |

## Finale
| Engelberg 15 gennaio 1922 | St. Moritz | 8 – 2 referto | Rosey-Gstaad |  |

## Verdetti
| Campionato Nazionale 1921-1922 | Campionato Nazionale 1921-1922 |
| ------------------------------ | ------------------------------ |
| Campionato Nazionale           | St. Moritz                     |